# Luciano Civelli
Luciano Civelli (Pehuajó, Buenos Aires, 6 de outubro de 1986) é um futebolista argentino que joga como Lateral-Esquerdo,Meia,Ponta-Esquerda no Banfield.

## Carreira
Nascido em Pehuajó, Buenos Aires. Joga como meia e atacante.

### Banfield
Civelli começou em 2006 no Banfield, onde ficou até 2009. Pelo Banfield disputou 68 partidas e marcou 8 gols.

### Ipswich Town
Em 12 de janeiro de 2009, a Sky Sports News informou que o Banfield aceitou a proposta de 1 milhão de euros do Ipswich Town da Inglaterra pelo pase de Civelli.
Em 28 de janeiro de 2009, o Ipswich Town confirmou que esperava por ele para exames médicos. Estreou em 14 de fevereiro de 2009 contra o Blackpool.
Em 17 de março de 2009, durante a partida contra o Burnley em Portman Road, Civelli sofreu uma grave lesão, rompendo os ligamento do joelho. Voltou aos gramados somente em 7 de fevereiro de 2011, contra o Sheffield United. Deixou o clube em 28 de julho de 2011, após um acordo entre ele e o clube para a rescindir o seu contrato. Pelo Ipswich Town disputou 17 partidas e não marcou gols.

### Libertad
Ainda em 2011, acertou com o Libertad do Paraguai tentando retomar sua carreira após se recuperar da grave lesão de ligamento. Pelo Libertad disputou 32 partidas e marcou 4 gols.

### Universidad de Chile
Em 2012, acertou com a Universidad de Chile, após chamar a atenção da comissão técnica do clube chileno na semifinal da Copa Libertadores da América.

## Estatísticas
Até 26 de fevereiro de 2012.

### Clubes
| Clube                | Temporada         | Campeonato nacional | Campeonato nacional | Copa nacional[a] | Copa nacional[a] | Competições continentais[b] | Competições continentais[b] | Outros torneios[c] | Outros torneios[c] | Total | Total |
| Clube                | Temporada         | Jogos               | Gols                | Jogos            | Gols             | Jogos                       | Gols                        | Jogos              | Gols               | Jogos | Gols  |
| -------------------- | ----------------- | ------------------- | ------------------- | ---------------- | ---------------- | --------------------------- | --------------------------- | ------------------ | ------------------ | ----- | ----- |
| Universidad de Chile | 2012              | 0                   | 0                   | 0                | 0                | 0                           | 0                           | 0                  | 0                  | 0     | 0     |
| Universidad de Chile | Total             | 0                   | 0                   | 0                | 0                | 0                           | 0                           | 0                  | 0                  | 0     | 0     |
| Total na carreira    | Total na carreira | 0                   | 0                   | 0                | 0                | 0                           | 0                           | 0                  | 0                  | 0     | 0     |

- a. ^ Jogos da Copa Chile
- b. ^ Jogos da Copa Libertadores e Copa Sul-Americana
- c. ^ Jogos do Jogo amistoso